# 櫻花最前線
《櫻花最前線》是由大林深雪在小學館《ChuChu》連載的少女漫畫及校園漫畫作品，在台灣由尖端出版代理並於《甜芯少女漫畫月刊》連載。

## 簡介
女主角中原櫻是八上中學（簡稱八中）一年級的學生，從小就喜歡青梅竹馬的松田武彥。教室裡，坐在旁邊的是矮子齊籐由紀，武彥在籃球隊的死黨。當初由紀接近櫻是因為想知道武彥喜歡什麼類型的女孩子，但慢慢發現自己喜歡櫻。兩人感情越來越好，最後相約在某星期六下午2點去約會。但是2點時等到的不是由紀本人，而是武彥的一通電話———由紀的死訊。
因為由紀的死使櫻的好友中島 美香跟櫻斷絕關係。在自責與悲傷之時，櫻上了高中，想以籃球時時刻刻想起由紀的死。然而某天，聽到了有人大叫「ゆうき(结城)」，那個與由紀(ゆき)相似的名字會如何改變櫻的高中生活?

## 人物
中原櫻
故事的女主角，從小就喜歡青梅竹馬松田武彥，但開學後開始在意同班的矮個子齊籐由紀，而喜歡上他。
松田武彥
小櫻的青梅竹馬，從小就喜歡小櫻。除了學業很好以外也擅長籃球，在國一的時候成為籃球社正式隊員。相當受到女生的愛慕。也叫做「阿武」．
齊籐由紀
喜歡與小櫻鬥嘴的同班同學，但實際上很喜歡小櫻。擅長籃球，參與籃球社。在星期六與小櫻的約會途中被卡車撞死。
中島美香
小櫻的好朋友，喜歡由紀。可是卻被小櫻搶走了由紀，再加上由紀在意外死了，因此與小櫻絕交。在打工時認識了一個新男朋友。
結城伸一朗
小櫻的高中同學，擅長籃球，參加高中的籃球社。在日文中「結城」（ゆうき）與「由紀」的發音相近，故事亦以此發展。

小櫻的高中死黨，喜歡松田武彥。

## 單行本
| 冊號 | 日文版（小學館）                     | 中文版（尖端出版社）              |
| ---- | ------------------------------------ | --------------------------------- |
| 1    | ISBN 9784091306050（2006年7月29日）  | EAN 4717702210489（2007年6月1日） |
| 2    | ISBN 9784091307705（2006年10月31日） | EAN 4717702210496（2007年7月1日） |
| 3    | ISBN 9784091308047（2007年3月1日）   | EAN 4717702212421（2007年7月1日） |
| 4    | ISBN 9784091312365（2007年6月29日）  |                                   |
| 5    | ISBN 9784091312938（2007年10月31日） |                                   |
| 6    | ISBN 9784091317087（2008年4月1日）   |                                   |

## 外部連結
- （日語） 大林深雪在ChuChu的頁面